# Sanctuaire Bon-Jésus-du-Mont de Braga
Pour les articles homonymes, voir Bom Jesus.
 (août 2010).
Si vous disposez d'ouvrages ou d'articles de référence ou si vous connaissez des sites web de qualité traitant du thème abordé ici, merci de compléter l'article en donnant les références utiles à sa vérifiabilité et en les liant à la section « Notes et références ».
Le sanctuaire Bon-Jésus-du-Mont de Braga (en portugais : Santuário do Bom Jesus do Monte) est un site religieux et touristique situé dans la paroisse de Tenões, l’une des 62 paroisses de Braga, au Portugal.
Le sanctuaire, de style baroque,  possède une grande église, un escalier monumental  qui compose la « Voie Sacrée de Bon Jésus », une forêt (le parc Bon-Jésus), quelques hôtels et un funiculaire hydraulique centenaire.
Le sanctuaire Bon-Jésus-du-Mont de Braga a inspiré de nombreux bâtiments à travers le monde tels que le sanctuaire Bon-Jésus-de-Matosinhos de Congonhas au Brésil, ou le sanctuaire Notre-Dame-des-Remèdes de Lamego au Portugal, pour ne citer que quelques exemples.
Le site est inscrit sur la liste du patrimoine mondial de l'UNESCO le 7 juillet 2019.

## Basilique

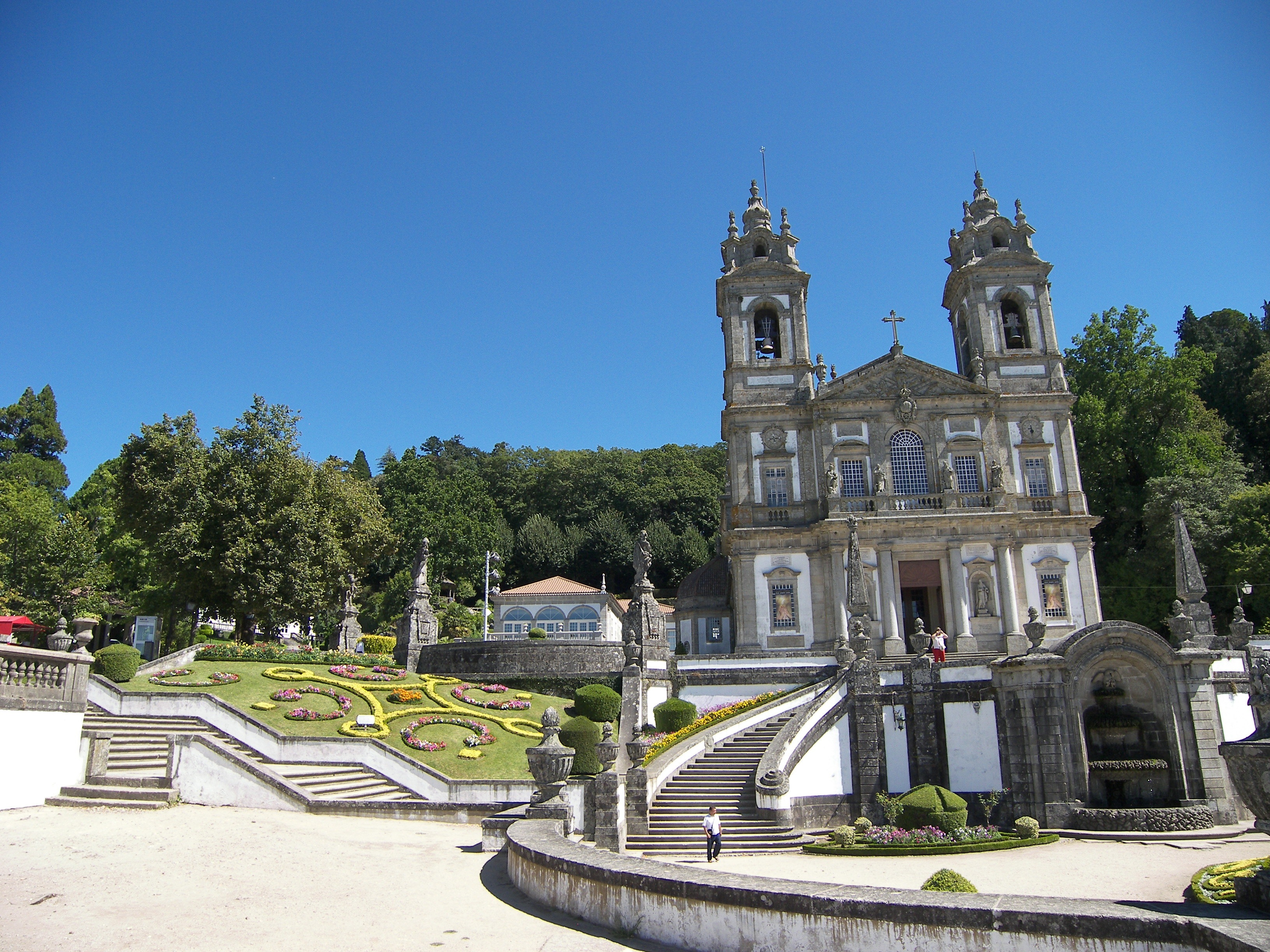
Extérieur de la basilique du Bon Jésus du Mont, Terreiro de Moisés.

La basilique a été conçue par l'architecte Carlos Amarante à la demande de l' archevêque Gaspard de Bragance, pour remplacer une ancienne église, construite sous le règne de Rodrigo de Moura Teles, qui était en ruines.
Les travaux ont duré 37 ans, ils ont débuté le 1er juin 1784 et ont été achevés en 1811.
La basilique du Senhor Bom Jesus est l'un des premiers bâtiments  néoclassique du Portugal.
La façade est flanquée de deux tours et se termine par un fronton triangulaire.
Il y a 682 marches.

## Voie sacrée
La voie sacrée est constituée d'un escalier majestueux en zigzag présentant une dénivelée de 116 mètres et est divisée en trois parties.

## Galerie de photos

Bon Jésus du Mont - Bom Jesus do Monte
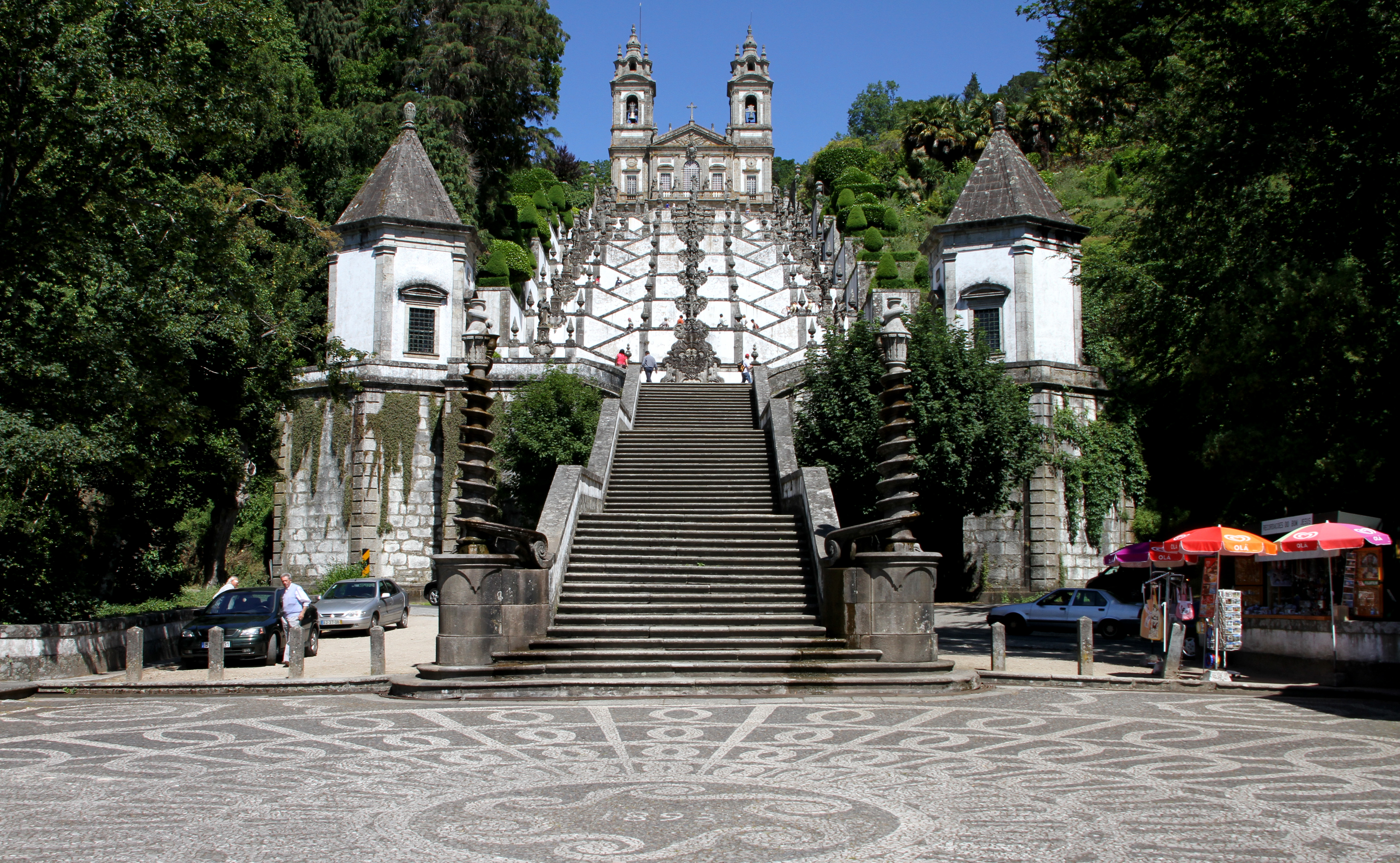
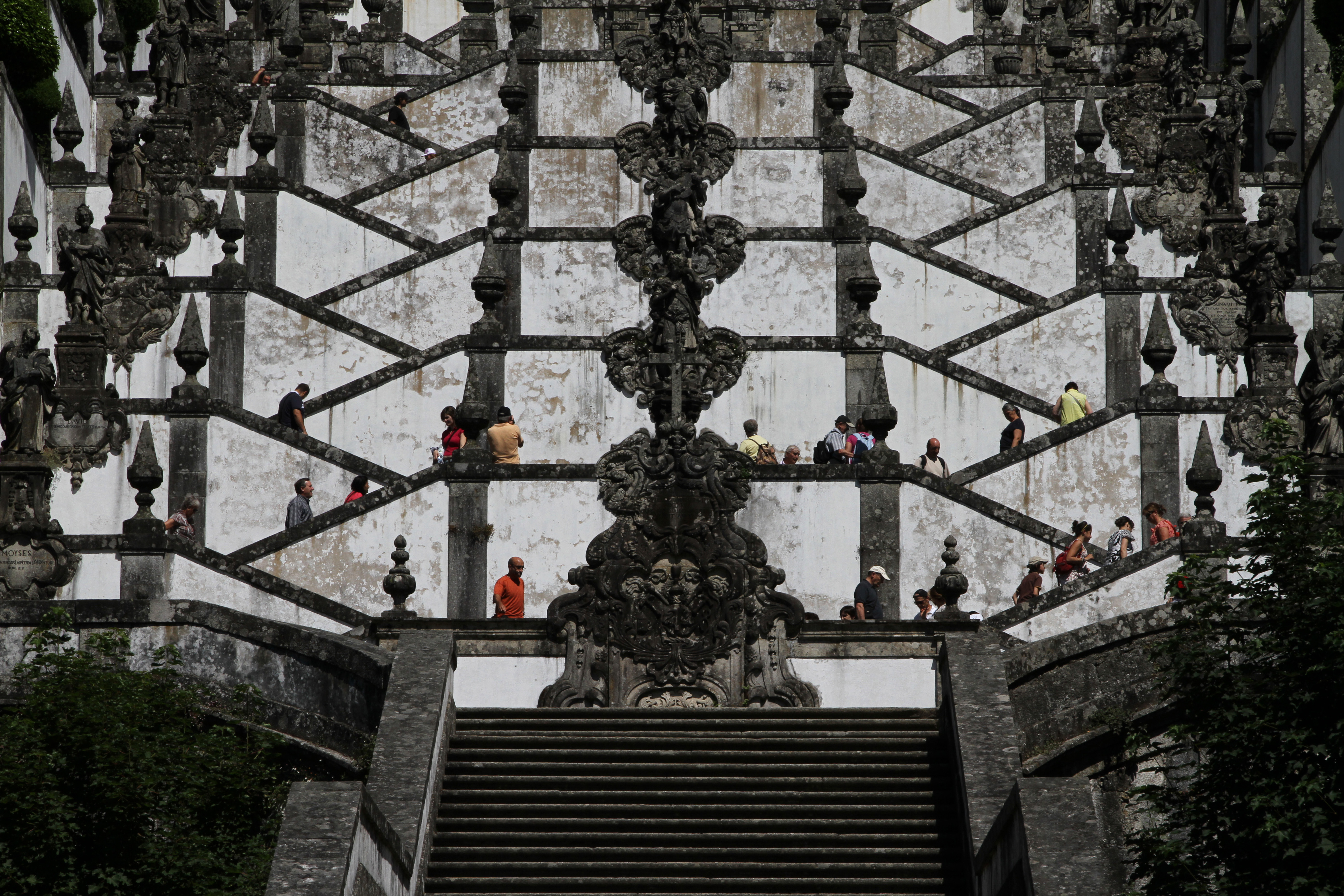
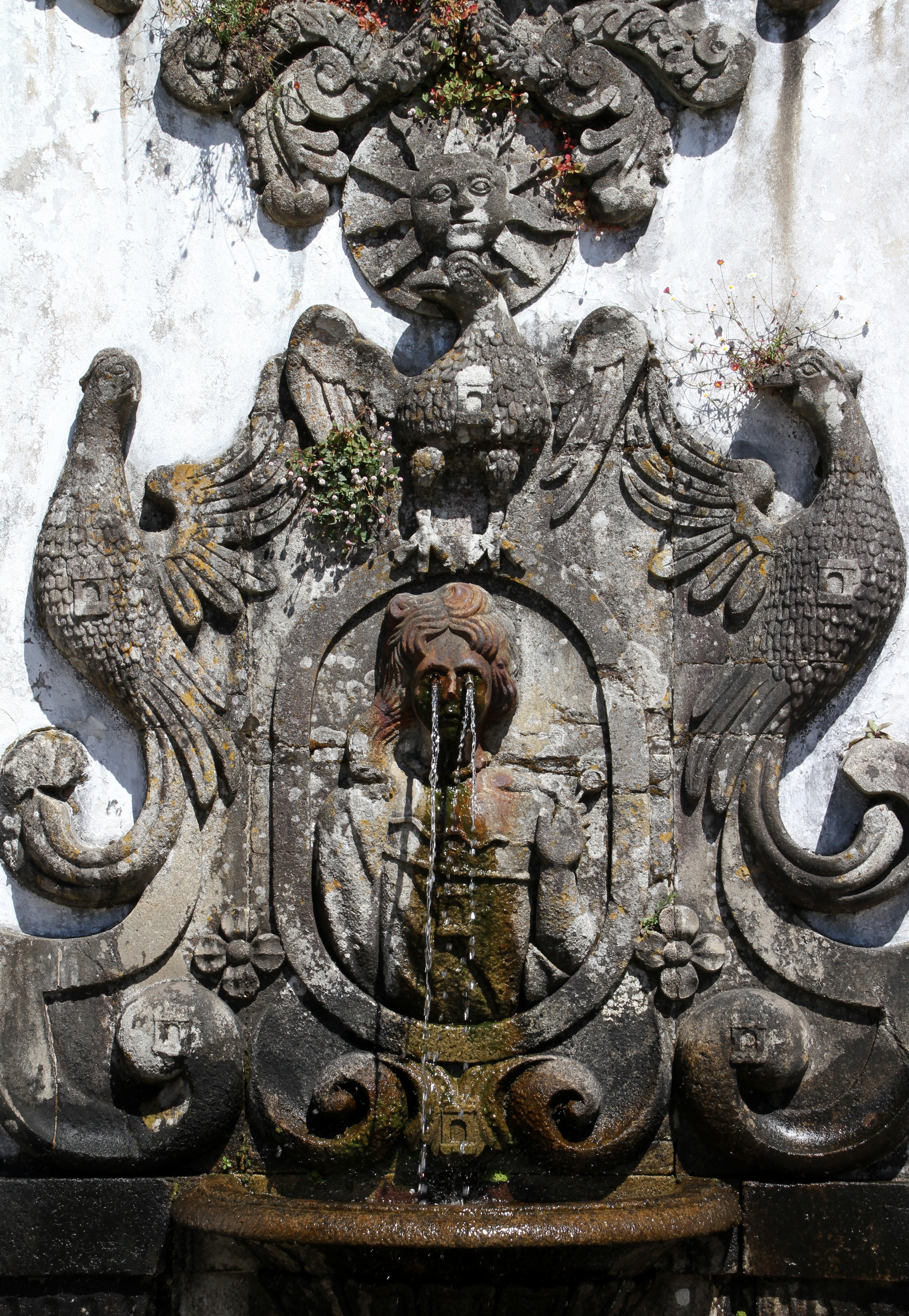
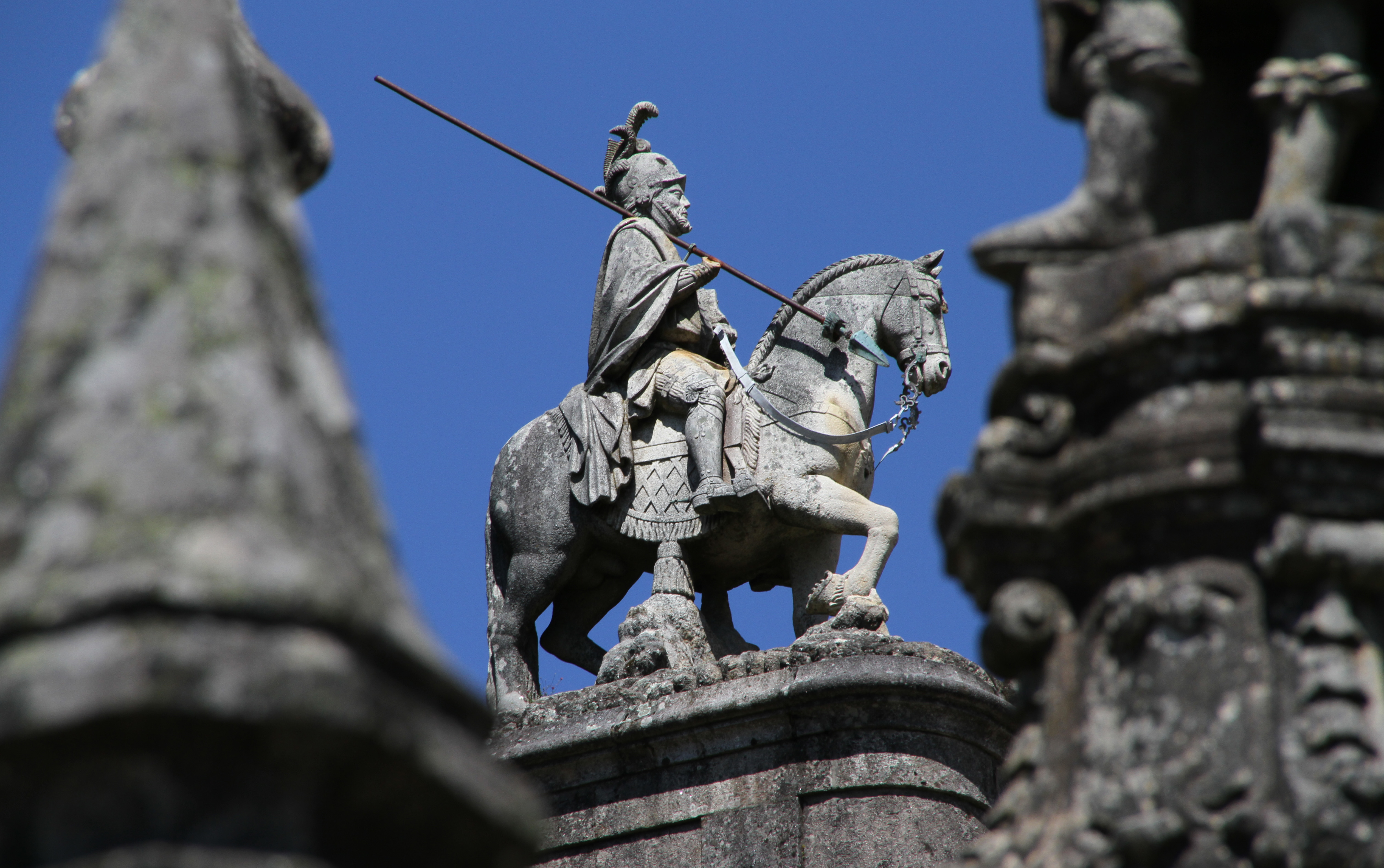
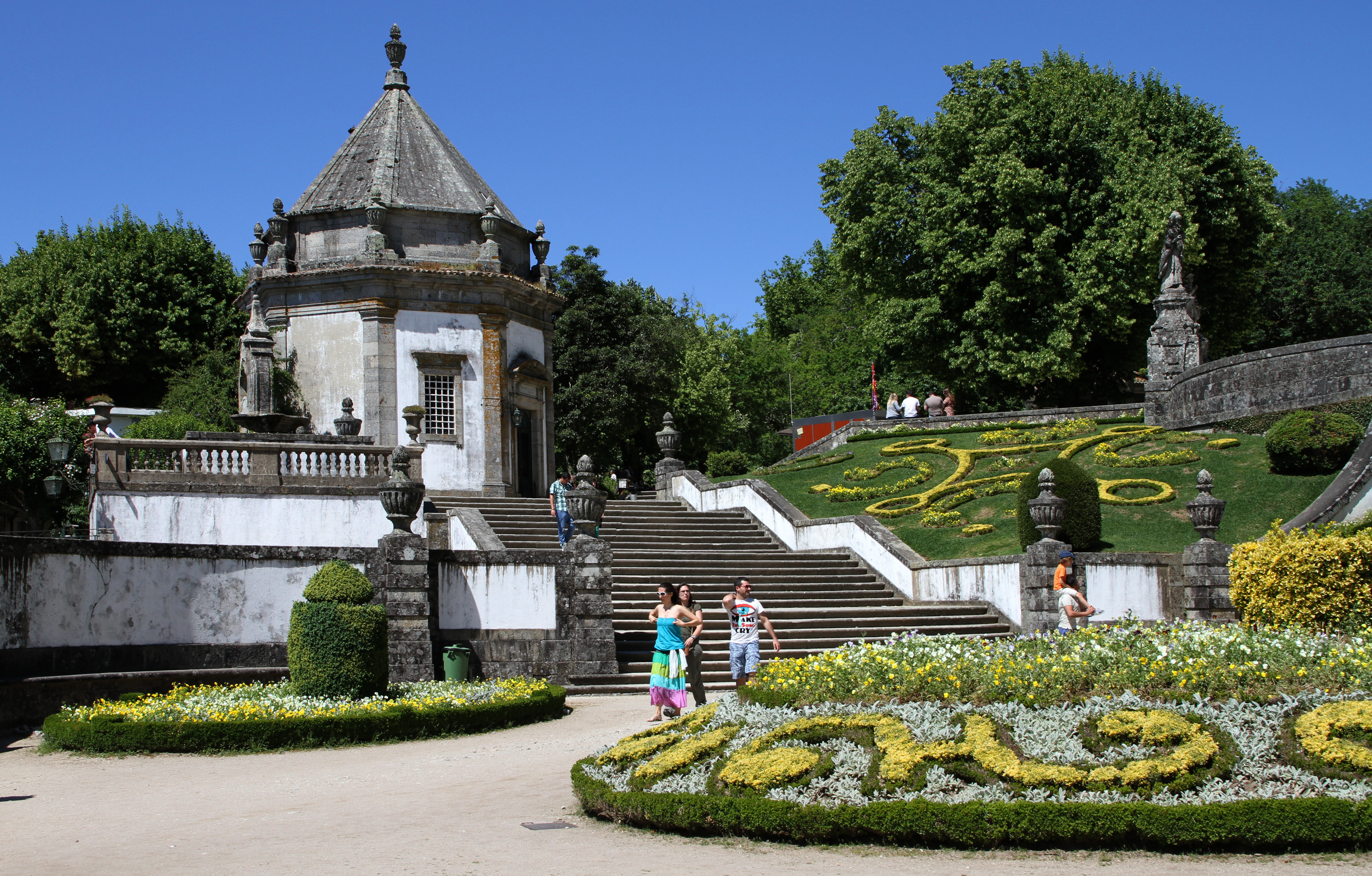
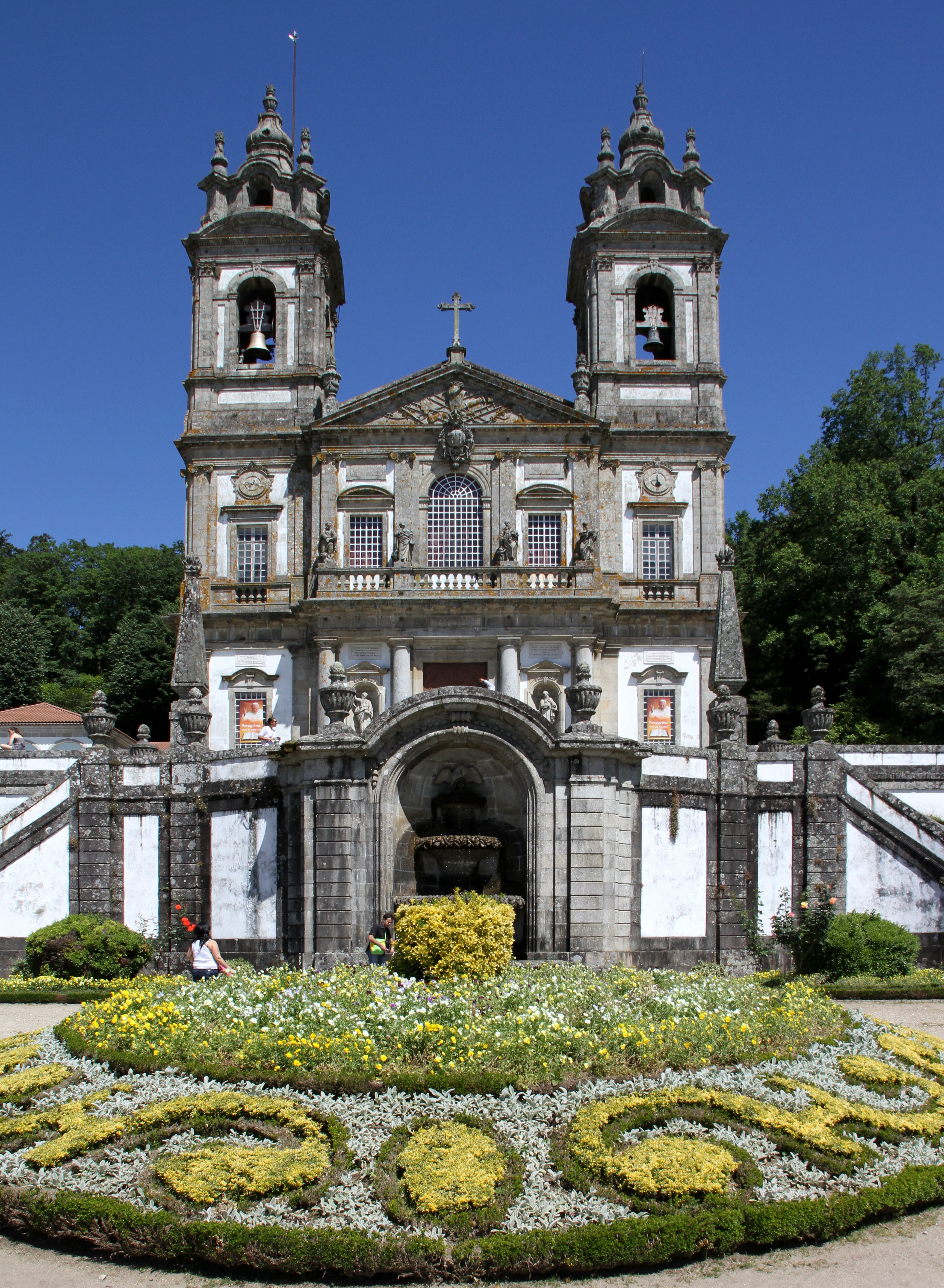
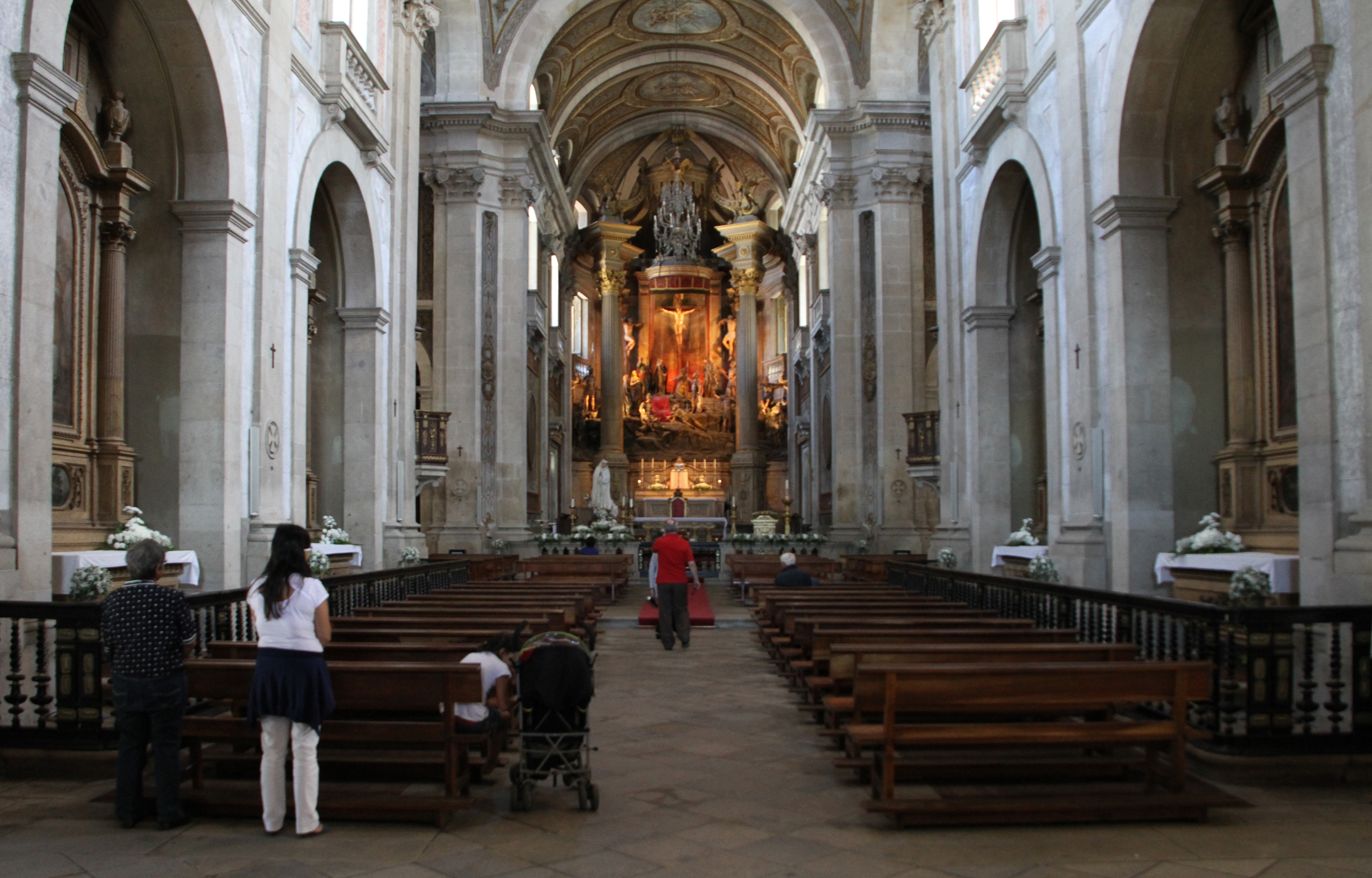
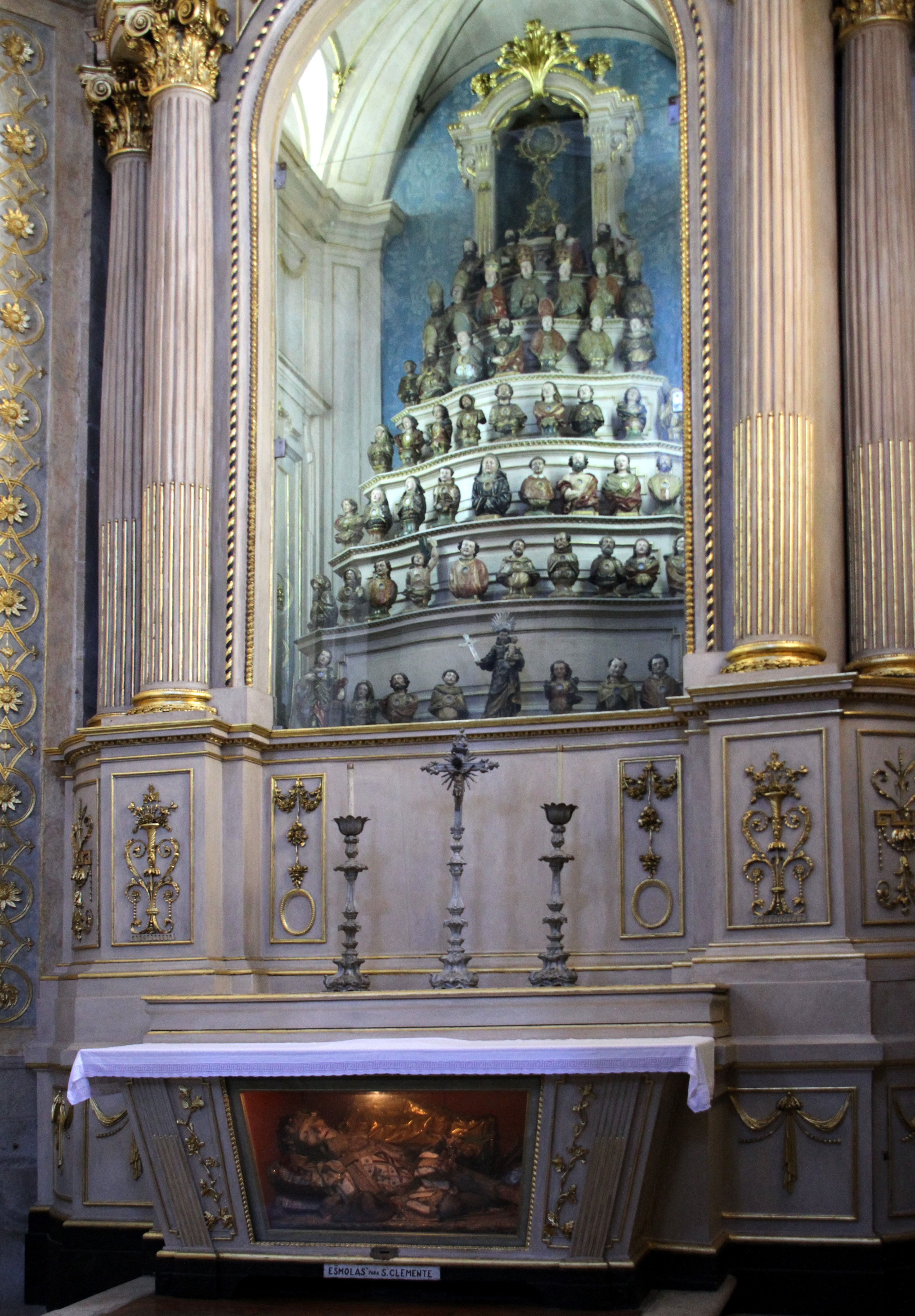